# Remiz
Remiz är ett fågelsläkte i familjen pungmesar inom ordningen tättingar. Släktet omfattar fyra arter som förekommer från Europa österut till Afghanistan och Mongoliet:
- Kinesisk pungmes (R. consobrinus)
- Vitkronad pungmes (R. coronatus)
- Pungmes (R. pendulinus)
- Svarthuvad pungmes (R. macronyx)

Vissa behandlar dock svarthuvad pungmes som underart till pungmesen efter genetiska studier.